# Nitschaberg
Nitschaberg ist eine Katastralgemeinde und eine Ortschaft der Gemeinde Ilztal. Die Ortschaft hat 138 Einwohner (Stand: 1. Jänner 2024).

## Geschichte
Bis Ende 1951 war Nitschaberg eine selbständige Gemeinde. Am 1. Jänner 1952 wurden Nitschaberg und Fünfing bei Gleisdorf nach Wolfsgruben bei Gleisdorf eingemeindet. Am 1. Jänner 1968 wurde Wolfsgruben bei Gleisdorf auf die Gemeinden Sinabelkirchen und Ilztal aufgeteilt, Nitschaberg kam dabei zu Ilztal.